# Alan Gow
Alan Gow, född 1982 i Glasgow, är en skotsk fotbollsspelare som bland annat spelat för engelska Exeter City.